# Panicum socotranum
Panicum socotranum là một loài cỏ thuộc họ Poaceae.
Loài này chỉ có ở Yemen.